# اللاسلطوية في الأرجنتين

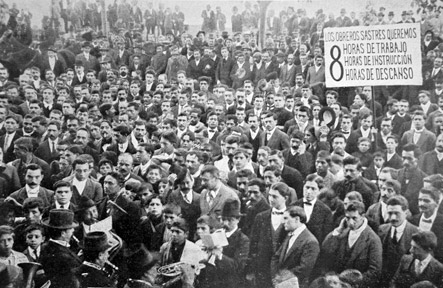

كانت الأناركية الأرجنتينية أقوى حركة من هذا النوع في أمريكا الجنوبية. كانت أقوى حركة بين عام 1890 وبداية سلسلة من الحكومات العسكرية عام 1930. سيطر عليها الشيوعيون الأناركيون والنقابيون الأناركيون خلال هذه الفترة. تُعد نظريات الحركة مزيجًا من الفكر الأناركي الأوروبي والعناصر المحلية، وتألفت ديمغرافيًا من العمال الأوروبيين المهاجرين والأرجنتينيين الأصليين.

## السنوات المبكرة
ظهرت أول جماعات أناركية أرجنتينية في سبعينيات القرن التاسع عشر. تأسس قسم جمعية الشغيلة العالمية في العاصمة الأرجنتينية بوينس آيرس في عام 1871 أو عام 1872، ولكنها لم تكن في البداية جزءًا صريحًا من الأناركية الدولية ولا جناحها الماركسي. بحلول عام 1879، كان هناك عدد من الأقسام في الأرجنتين، والتي سيطر الأناركيون على كل منها. في عام 1876، أسس أتباع مبادئ باكونين مركز حملات العمال الدعائية. كان الأناركي الإيطالي المشهور، إريكو مالاتيستا، في الأرجنتين في الفترة من 1885 إلى 1889. بدأ الاتحاد الأناركي الأول في عام 1887 بمساعدة منه. في عام 1890، أصبحت إل برسيغيدو أول هيئة أناركية في البلاد.
انقسمت الحركة الأناركية الأرجنتينية فيما يتعلق بمسألة التنظيم في تلك الفترة. كان هناك، جناح أناركي شيوعي في الغالب، يدعو إلى منظمات العمال، ويعتبرها السلاح الطبيعي للنضال الأناركي. زعم معارضو المنظمات، سواء من الأناركيين الشيوعيين أو الفرديين، أن المنظمات أرغمت أولئك الذين يعملون فيها على أن يصبحوا إصلاحيين ويتخلوا عن موقفهم الثوري. حتى رحيله عام 1889، ساعد مالاتيستا على سد هذه الفجوة وتقليل التوترات والخصومات بين الجناحين، ولكنها اندلعت مجددًا عقب مغادرته. عُزز الموالون للمنظمين في عام 1891 بوصول الأناركي الإسباني أنتوني بيليسير في عام 1891 والإيطالي بيترو غوري في عام 1898. في عام 1897، أسس أنصار النقابات صحيفة لا بروتيست هيومانا الأسبوعية. في عام 1900، نشر بارير سلسلة من المقالات في لا بروتيستا هيومانا بعنوان «منظمة العمل» التي تدعو إلى مفهوم المنظمة المزدوجة: اتحاد عمال مناضل للشؤون الاقتصادية، ومنظمة أناركية فعلية مختصة بالشؤون السياسية.

## تأسيس اتحاد العمال الإقليمي الأرجنتيني وراديكاليته
في عام 1901، أُنشئ أول اتحاد وطني عمالي في الأرجنتين، وهو اتحاد العمال الأرجنتيني. على الرغم من تأثر مبادئه التأسيسية ببارير وغوري، كان في البداية مشروعًا مشتركًا مع الاشتراكيين. في عام 1902، حدث أول إضراب عام في التاريخ الأرجنتيني. أدى ذلك إلى إصدار قانون الإقامة الذي منح الحكومة سلطة ترحيل «الأجانب المتمردين». استُخدم هذا القانون لنفي مئات الأناركيين، بينما هرب عدد كبير منهم إلى مونتيفيديو في أوروغواي فقط ليدخلوا البلاد مجددًا بعد ذلك. في عام 1903، أُعيدت تسمية  لا بروتيستا هيومانا إلى لا بروتيستا، وهو الاسم الذي تُعرف به في يومنا هذا. في نفس العام، غادر الجناح المعتدل اتحاد العمال الأرجنتيني لتشكيل الاتحاد العام للعمال، ما ترك اتحاد العمال الأرجنتيني تحت سيطرة الأناركيين. أعادوا تسمية الاتحاد ليصبح اتحاد العمال الإقليمي الأرجنتيني كمؤشر على أممية المنظمة في عام 1904. في عام 1905، في المؤتمر الخامس لاتحاد العمال الإقليمي الأرجنتيني، جرى إضفاء الطابع الرسمي على امتثال الاتحاد بالأناركية. في أحد القرارات، أعلن الاتحاد أنه ينبغي عليه «غرس المبادئ الاقتصادية والفلسفية للشيوعية الأناركية لدى العاملين». أصبح هذا القرار السياسة الأساسية للأعوام التالية. اختلف اتحاد العمال الإقليمي الأرجنتيني مع النقابيين الثوريين حول مسألة دور النقابات بعد الثورة. بينما نظر الأناركيون الشيوعيون إلى النقابات العمالية كناتج فرعي للمجتمع الرأسمالي، والتي يجب حلها بتأسيس مجتمع أناركي، نظر النقابيون إلى البنية الديمقراطية لنقابات عمالهم كنموذج للمجتمع الذي تصوروه وأرادوا أن تكون النقابات أساس هذا المجتمع الجديد. أعقبت ذلك سلسلة من الإضرابات، والتي حرض الأناركيون على العديد منها، في عام 1905.
شهدت الحركة الأناركية خلال هذه الفترة نموًا متسارعًا. حُرم من 50 إلى 70% من الذكور في الطبقة العاملة من حقوقهم لأنهم ليسوا من الأرجنتينيين الأصليين. وعلى هذا لم يكن الإطار السياسي القانوني خيارًا بالنسبة لهم وكانت الأناركية نقطة الجذب. تجلت قوة الحركة وعلاقتها بالحكومة في أحداث 1 مايو 1904 التي تظاهر فيها 70,000 عامل أناركي في شوارع لا بوكا (كان إجمالي عدد سكان بوينس آيرس آنذاك 900,000 شخص). منعت حكومة روكا المظاهرة التي انتهت بوفاة مراهق يدعى خوان أوكامبو.

## كبرى الاشتباكات مع الشرطة
في عام 1909، أطلقت الشرطة النار على مظاهرة نظمها اتحاد العمال الإقليمي الأرجنتيني في يوم مايو في ساحة لوريا في بوينس آيرس، وقُتل العديد من العمال. ردّ الأناركيون بإعلان إضراب عام ما دفع الحكومة إلى إغلاق مراكز العمال واعتقال 2,000 شخص. استمر هذا الإضراب تسعة أيام. اعتُبر رئيس الشرطة رامون فالكون مسؤولًا على نطاق واسع عن أعمال القتل المرتكبة، فأقدم الشاب اليهودي الأناركي سيمون رادوفيتسكي على قتله وسكرتيره بإلقاء قنبلة على السيارة التي كانا يستقلانها في 13 نوفمبر. تلا ذلك قمع غير مسبوق للحركة الأناركية. أُعلن فرض الحكم العرفي في البلاد وظل ساريًا حتى يناير 1910. دوهمت مراكز العمال ومكاتب صحيفة لا بروتيستا ودُمِّرت معدّاتها. اعتُقل الآلاف في غضون 48 ساعة، وأُرسل العديد منهم إلى سجن أوشوايا في تييرا ديل فويغو، ورُحِّل معظم النشطاء غير الأرجنتينيين.
على الرغم من رفع الحكم العرفي في يناير 1910، شهد العام الصدام الكبير التالي بين الحكومة والأناركيين، إذ صادف الذكرى المئوية لثورة مايو عام 1810 التي ساهمت في تحقيق استقلال الأرجنتين. بدأ التحريض الأناركي بالتصاعد، وتأسست صحيفة يومية أناركية جديدة سُمِّيت لا باتالا في مارس، وخطّط اتحاد العمال الإقليمي الأرجنتيني لاحتجاجات ضد قانون الإقامة، لكنه كان مترددًا إلى حد ما، إذ استشعر ضعفًا في الروح النضالية للعمال. حثّت كونفدرالية العمال الإقليمية الأرجنتينية النقابية المعتدلة -التي خلفت الاتحاد العام للعمال- على المواجهة واضطر الأناركيون إلى أن يحذوا حذوها. هددوا بالدعوة إلى إضراب عام في 25 مايو الذي يصادف يوم الاحتفال بالذكرى السنوية للثورة، ما جعل الحكومة تعلن مرة أخرى فرض الحكم العرفي في 13 مايو. اعتقلت الشرطة المحررين في صحيفتي لا بروتيستا ولا باتالا وقيادي اتحاد العمال الإقليمي الأرجنتيني. في غضون ذلك، هاجم شبان يمينيون متطرفون مكاتب النقابات والنوادي العمالية وسط تجاهل الشرطة أو حتى تشجيعهم. وبسبب هذا، تم تقديم تاريخ الإضراب العام إلى 18 مايو، لكنه قُمع من قبل الشرطة واليمينيين المتطرفين. شهد العام 1910 أيضًا الحكم على سيمون رادوفيتسكي. لم يكن الحكم عليه بالإعدام ممكنًا لأنه قاصر، لذلك حُكم عليه بالسجن مدى الحياة في أوشوايا. أُعفي عنه لاحقًا وأُطلق سراحه من السجن في عام 1930.
ذكر المؤرخ الأناركي الأرجنتيني آنخيل كابيليتي أنه في الأرجنتين «كان بين العمال القادمين من أوروبا في العقدين الأولين من القرن العشرين بعضُ الفرديين الشتيرنريين المتأثرين بفلسفة نيتشه الذين عدّوا النقابية عدوًا محتملًا للأيديولوجية الأناركية. لقد أسسوا... مجموعات التقارب التي وصل عددها -وفقًا لماكس نيتلاو- في عام 1912 إلى العشرين. في عام 1911 ظهرت في كولون الدورية إل يونيكو التي عرّفت نفسها باسم النشرة الفردية».

## انقسام اتحاد العمال الإقليمي الأرجنتيني
أرهقت أحداث عامي 1909 و1910 الأناركيين الأرجنتينيين، وتعثّر نمو الحركة نتيجة لقمع الدولة والمشاكل الاقتصادية التي تنهش جسد البلاد. سمح قانون الدفاع الاجتماعي -الذي صدر ردًّا على اغتيال فالكون- للحكومة بمنع أي أجنبي ارتكب جرائم يعاقب عليها القانون الأرجنتيني من دخول البلاد، ومنع دخول الأناركيين، وحظر الجماعات التي تنشر الدعاية الأناركية، ومنح السلطات المحلية الصلاحية لمنع الاجتماعات العامة التي قد تُطرح فيها أفكار تخريبية.
في هذه الأثناء، نما حجم كونفدرالية العمال الإقليمية الأرجنتينية النقابية المعتدلة بفضل نهجها البراغماتي الذي تضمن المشاركة في المفاوضات مع أرباب العمل بدلًا من العمل المباشر الذي دعا إليه الأناركيون. في سعيها لتحقيق وحدة العمال، أنشأت كونفدرالية العمال الإقليمية الأرجنتينية لجنة اندماج مع بعض النقابات غير المنتسبة للضغط على الاندماج مع اتحاد العمال الإقليمي الأرجنتيني. وافقت غالبية اتحاد العمال الإقليمي الأرجنتيني على ذلك، ودعت كونفدرالية العمال الإقليمية الأرجنتينية إلى إلغاء نفسها ودخول الاتحاد. في مؤتمر اتحاد العمال الإقليمي الأرجنتيني التاسع الذي عُقد في أبريل 1915، مُرِّر قرار عكس التزامه بالشيوعية الأناركية، ما مهد الطريق لانضمام نقابات كونفدرالية العمال الإقليمية الأرجنتينية. رفضت أقلية فقط في اتحاد العمال الإقليمي الأرجنتيني هذه الخطوة. وبدأت بعد المؤتمر اتحادًا انفصاليًا تحت اسم اتحاد العمال الإقليمي الأرجنتيني الخامس، في إشارة إلى المؤتمر الخامس الذي مُرِّر فيه قرار الشيوعية الأناركية. بينما ضمّ اتحاد العمال الإقليمي الأرجنتيني التاسع ما بين 100,000 و120,000 عضو، ضمّ اتحاد العمال الإقليمي الأرجنتيني الخامس الأناركي 10,000 عضو على الأكثر، مع أن كلا الرقمين لا يعوّل عليهما. كان اتحاد العمال الإقليمي الأرجنتيني الخامس الأقوى في المناطق الداخلية من البلاد حيث كان معظم العمال من الأرجنتينيين الأصليين.
مع بداية الحرب العالمية الأولى عام 1914، ازدادت ظروف الحركة الأناركية سوءًا، إذ خلق انخفاض الأجور والهجرة الصافية إلى أوروبا بيئة سيئة لأي نوع من النشاط العمالي، وكافح اتحاد العمال الإقليمي الأرجنتيني الخامس الأناركي للتأقلم مع هذا الوضع. بعد اندلاع إضراب لعمال السكك الحديدية في أكتوبر 1917، دعا الأناركيون إلى إضراب عام وتلقوا القليل من الدعم من اتحاد العمال الإقليمي الأرجنتيني التاسع. قُمع إضراب لعمال تعبئة اللحوم في بيريسو وأفيلانيدا بقيادة الأناركيين في عام 1918.

## الأسبوع المأساوي وعشرينيات القرن العشرين
في ديسمبر 1918، اندلع إضراب في مصنع فاسينا في ضاحية نويفا بومبيا في بوينس آيرس. كان الاتحاد الذي قاد الإضراب منشقًا عن اتحاد العمال الإقليمي الأرجنتيني التاسع ووصف نفسه بالأناركي، على الرغم من أن روابطه باتحاد العمال الإقليمي الأرجنتيني الخامس كانت متوترة. في 7 يناير 1919، أدى تبادل إطلاق النار بين العمال المضربين والشرطة والجنود ورجال الإطفاء إلى مقتل خمسة عمال، ثم هاجمت الشرطة والجنود موكب الجنازة الذي ضمّ 200,000 عامل وقتلوا ما لا يقل عن تسعة وثلاثين وجرحوا الكثيرين. بعد أحداث 7 يناير مباشرة، دعا اتحاد العمال الإقليمي الأرجنتيني الخامس إلى إضراب عام، لكن توقُّف العمل الذي أعقب ذلك كان نتيجة لسخط العمال إزاء عمليات القتل أكثر منه تلبيةً لنداء الأناركيين. وقع الإضراب العام في الفترة من 11 إلى 12 يناير، لكنه خمد بعد ذلك. مرة أخرى، ردت الشرطة والجيش والجماعات اليمينية بمذابح مدبَّرة في أحياء الطبقة العاملة. أنشأ اليمينيون المتطرفون الرابطة الوطنية الأرجنتينية. كانت ضحايا الاعتداءات من السكان اليهود في أحياء العمال على وجه الخصوص. إجمالًا، قُتل ما بين 100 و700 شخص تقريبًا وجُرح نحو 4,000 آخرين. أبقى الأسبوع المأساوي على تراجع الأناركية الأرجنتينية. منذ نحو عام 1920 فصاعدًا، كان تأثير الأناركيين في النقابات العمالية ضئيلًا نوعًا ما.
في الفترة بين عامي 1920 و1921، اندلعت انتفاضة العمال الريفيين في باتاغونيا بقيادة الأناركيين. رد الجيش بقيادة العقيد هيكتور فاريلا بإعدام نحو 1,500 شخص. ولكن بسبب بُعد المنطقة، لم تكن بوينس آيرس على علم بما حدث في البداية. وحالما وصلها الخبر، بدأت الحركة الأناركية حملة ضد فاريلا الذي أطلقوا عليه «سفّاح باتاغونيا»، ما أدى إلى اغتيال العقيد على يد الأناركي التولستوي كورت غوستاف ويلكنز في 23 يناير 1923.
ومع ذلك، استمرت الحركة في التقهقر بسبب النزاع الداخلي في الحركة وقمع الحكومة.